# James Mattis
James Norman Mattis (n. 8 septembrie 1950, Pullman⁠(d), Washington, SUA) este un general în rezervă al US Marine Corps (USMC), Secretarul Apărării în Cabinetul Trump în perioada 20 ianuarie 2017- 2019.
Din 2007 până în 2010 comandant al US Joint Forces Command și a servit în Personalunion între 2007 și 2009, în același timp, ca Supreme Allied Commander Transformation al NATO.
În perioada august 2010 până în martie 2013 Mattis a fost comandant al US Central Command, cu sediul în Tampa, Florida.

## Secretar american al apărării

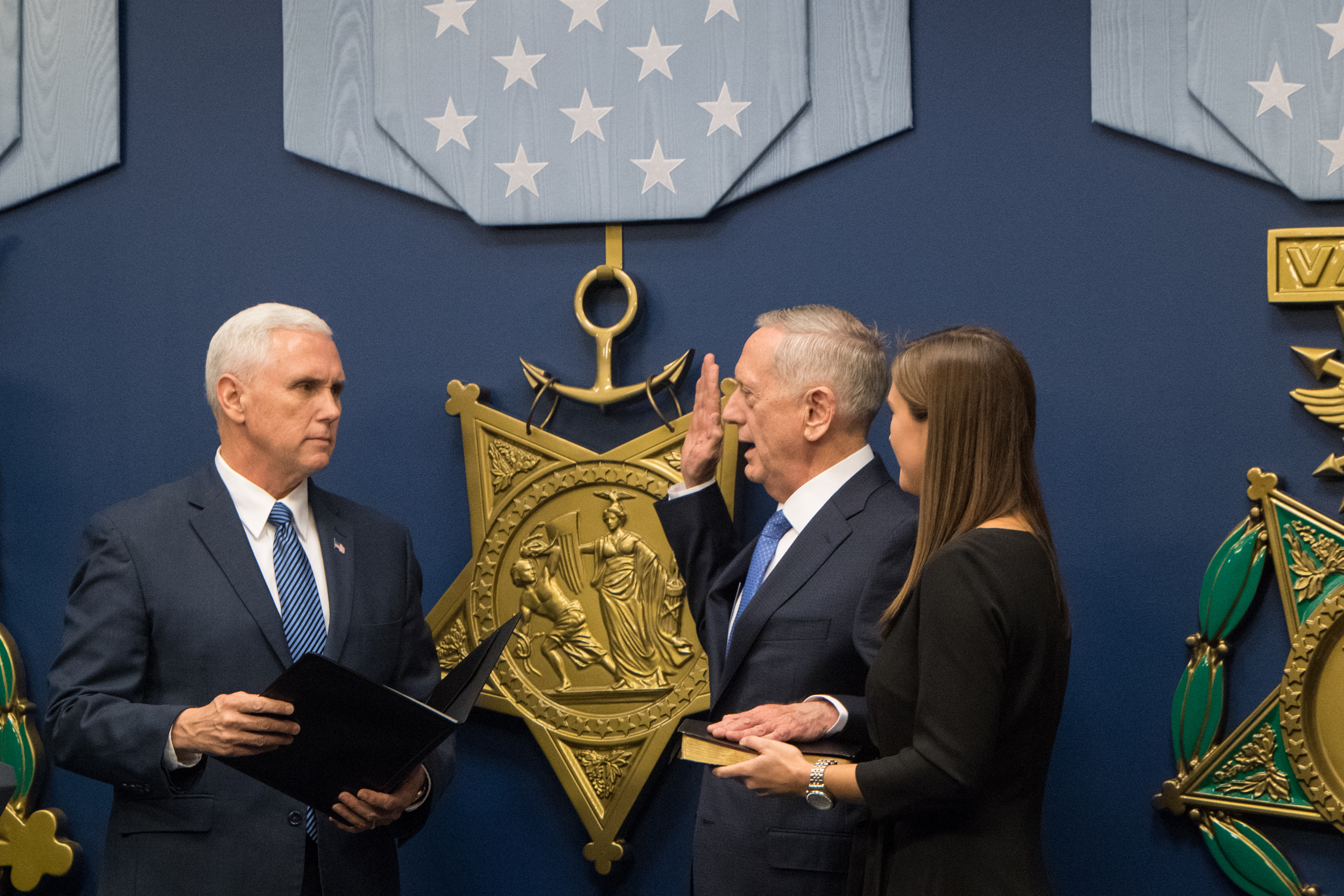
James Mattis la învestirea sa în funcție la Pentagon

## Medalii
Selecție de decorații, clasate pe baza Order of Precedence of the Military Awards:
- Defense Distinguished Service Medal (2 x)
- Navy Distinguished Service Medal
- Defense Superior Service Medal
- Legion of Merit
- Bronze Star
- Meritorious Service Medal (3 x)
- Navy & Marine Corps Achievement Medal
- Navy Unit Commendation
- Afghanistan Campaign Medal
- Iraq Campaign Medal
- NATO Meritorious Service Medal
- NATO-Medaille der International Security Assistance Force